# Kamel Ouali
Pour les articles homonymes, voir Ouali.
Kamel Ouali, né à Paris le 15 décembre 1971, est un chorégraphe, danseur et metteur en scène français. Il a participé à Star Academy pour enseigner la danse aux élèves.

## Biographie

### Famille et enfance
Kamel Ouali est né le 15 décembre 1971 à Paris. Il est issu d'une famille d'origine algérienne de douze enfants, et se passionne très tôt pour la danse, dont il fait son métier quelques années plus tard.

### Parcours professionnel
Professeur à l'Académie de danse de Paris ainsi qu'aux conservatoires de La Courneuve et de Saint-Denis, Kamel Ouali collabore régulièrement avec de nombreux artistes, pour lesquels il conçoit des clips vidéo et des prestations scéniques. Il a été en particulier inspiré par Michael Jackson. En 1989 il est repéré par la productrice Angela Lorente de TF1 et Cédric Naimi pour Joker Promotion. Alors encore mineur, il signe son premier contrat avec l'autorisation de son père pour le visuel du titre French Kiss (Happy Music/Sony). À cette époque, il danse également dans Le boléro de Ravel de Maurice Béjart.
En 1990, il rejoint le groupe Latino Party puis danse aux côtés de Sylvie Vartan au Palais des sports de Paris en janvier-février 1991. Il est alors chorégraphe pour le spectacle French Cancan joué aux Folies Bergère.
Il apparaît dans plusieurs clips de musique comme celui de la chanson Chebba du chanteur algérien de raï Khaled (1993), dans le spectacle d'Élie Kakou au Cirque d'Hiver (1997), ou dans le clip de la chanson Zaama Zaama du chanteur algérien de musique kabyle Takfarinas (1999). Il chorégraphie également des défilés de mode pour des maisons comme Ralph Lauren ou Tom Ford ainsi que des clips pour Tom Jones et Mariah Carey.
Entre 2000 et 2004, il chorégraphie les comédies musicales Les Dix Commandements et Autant en emporte le vent,.
Trois ans plus tard, il acquiert une certaine notoriété auprès du grand public en officiant en tant que professeur de danse des candidats de l'émission de TF1 Star Academy, à laquelle il participe durant huit saisons, de 2001 à 2008. Dans le biopic consacré au gagnant de la quatrième saison Grégory Lemarchal, Pourquoi je vis (2020), son rôle est interprété par Alexis Loizon.
Pour le Concours Eurovision de la chanson 2004, se déroulant à Istanbul en Turquie, il signe la chorégraphie du représentant de la France, le chanteur belge Jonatan Cerrada entourés de ses danseurs ainsi que de la candidate russe Julia Savicheva accompagnés de ses danseurs.
Le 22 septembre 2005, il sort sa propre comédie musicale, Le Roi Soleil, produite par Dove Attia et Albert Cohen. La même année, il participe également à la création de Danse avec les Robots, nouvelle attraction du Futuroscope inaugurée en 2006.
Le 29 janvier 2009, il lance sa quatrième comédie musicale : Cléopâtre, dans laquelle Sofia Essaïdi, demi finaliste de Star Academy 3, joue le rôle principal, aux côtés de Christopher Stills (dans le rôle de César), Florian Étienne (Marc-Antoine), Dominique Magloire (Charmion), Mehdi Kerkouche (Ptolémée) et Amélie Piovoso (Octavie).
Il chorégraphie également le spectacle évènement Pastorale au théâtre du Châtelet (18-24 juin 2009). Il s'agit d'un opéra en quatre actes qui mélange chanteurs lyriques et chanteurs issus des émissions Star Academy et Nouvelle Star.
En juillet 2009, il est le directeur artistique, chorégraphe et metteur en scène de la cérémonie d'ouverture du second festival panafricain qui a eu lieu à Alger

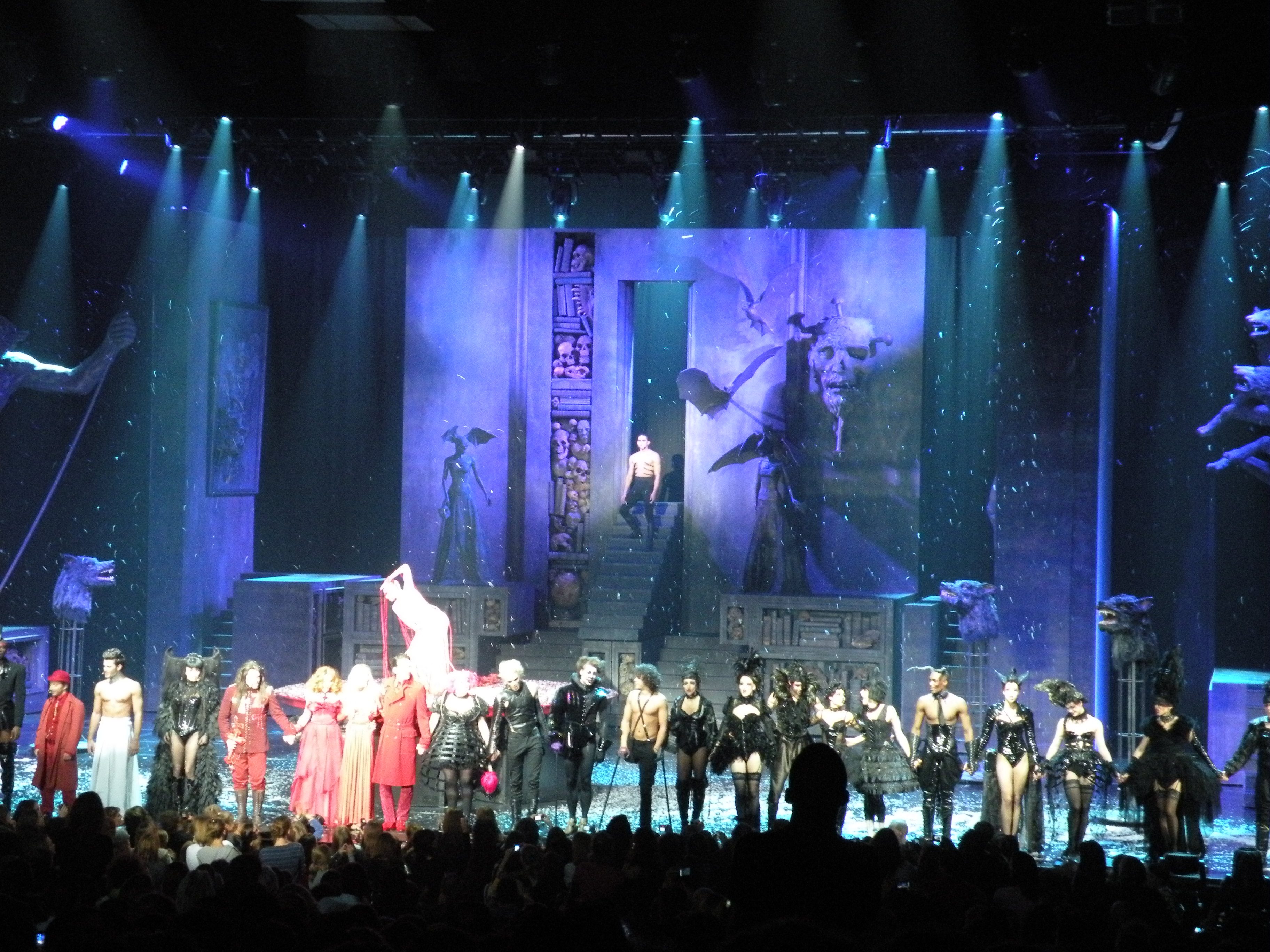
Dracula, l'amour plus fort que la mort, au palais des sports de Paris.

Du 30 septembre 2011 au 1er janvier 2012, il présente sur scène son nouveau spectacle musical Dracula, l'amour plus fort que la mort au Palais des Sports de Paris, adaptation libre du roman de Bram Stoker. Cette nouvelle comédie musicale a plusieurs particularités, notamment que les deux personnages principaux (Dracula et Mina) sont des danseurs et ne chantent pas.
En 2013 et 2014 il a été choisi pour chorégraphier Le Grand Bal Masqué de Versailles.
À cette époque, il tient son propre rôle d'adolescent danseur dans le film Papa Was Not a Rolling Stone sorti à l'automne 2014.
Il a coordonné le Disney Talents des jeunes talents à Paris, dont il a été le directeur.
De 2015 à 2017, il était juré dans l'émission La France a un incroyable talent sur M6 avec Éric Antoine, Hélène Ségara, Gilbert Rozon puis Soprano.
En 2019, il est le chorégraphe et metteur en scène de la nouvelle revue, L'Oiseau Paradis, du cabaret Paradis Latin avec Iris Mittenaere, Miss Univers 2016 en tant que meneuse de revue du spectacle.
En 2021, il gère la direction artistique de l'émission Les stars voyagent dans le temps au Puy du Fou, au Puy du Fou.
Cette même année, il chorégraphie le spectacle célébrant la Fête de la musique diffusé sur France 2.
Comme d'autres anciens professeurs, il fait en 2023 et 2024 un bref retour dans la Star Academy, à l'occasion du prime-time consacré aux saisons historiques de l'émission.[réf. nécessaire]

### Vie privée
Il a un fils prénommé Rock, né en mai 2021. Le 1er janvier 2024, Kamel Ouali annonce également être devenu le père d'une fille, qui s’appelle France. Le 7 juin 2025, il déclare lors d'une interview télévisée, être le père de deux autres enfants, prénommés Dante et Ava.

## Quelques danseurs de sa troupe
- Marjorie Ascione : 1, 2, 3, 4, 5 (Assistante)
- Delphine Attal : 2, 3, 4, 5
- Anna-Varney Cantodea
- Émilie Capel : 2, 3, 5
- Tatiana Seguin : 4, 5
- Louya Kounkou Dibert-Bekoy, dit « Yul » : 4, 5, 6
- Geraldine Couf : 3
- Estelle Manas : 3, 4, 5
- Tiphanie Doucet : 1, 5
- Salem Sobihi : 1, 2, 3, 4, 5
- Malik Lenost : 1, 2, 4, 5
- Mehdi Aït-Arkoub : 1, 5
- Yaman Okur : 1, 3, 5
- Fabien Hannot : 1, 2, 3, 4
- Guillaume Jauffret : 1, 3, 5
- Massimiliano Belsito : 2, 3
- Jerome Couchart : 1, 2, 5
- Joseph Di Marco : 3, 4, 5, 6
- Valentin Vossenat : 2, 3, 4, 5
- Stefano Pistolato : 1, 3
- Sonia Rebeihi : 5
- Sandy Francois : 5
- Christophe D’Almeida : 5
- Céline Bossu : 1, 5
- Maurine Nicot : 5
- Allal Mouradoudi : 1, 2
- Hélène Buannic : 1, 2, 6
- Mehdi Kerkouche : 3, 4, 5 (chanteur)
- Roxane Garrigos : 6
- Catia Mota Da Cruz : 1, 2, 5

Légende des nombres :
- 1 = Les Dix Commandements (production en France-Belgique-Suisse et/ou production en Corée du Sud)
- 2 = Autant en emporte le vent
- 3 = Le Roi Soleil
- 4 = Cléopâtre
- 5 = Star Academy (saisons 1 a 8, prime et/ou tournée)
- 6 = Dracula, l'amour plus fort que la mort